# Les Oluges
Les Oluges település Spanyolországban, Lleida tartományban. Les Oluges Sant Ramon, Estaràs és Cervera községekkel határos. Lakosainak száma 167 fő (2024).

## Népesség
A település népessége az utóbbi években az alábbiak szerint változott:
| Lakosok száma | 136  | 761  | 570  | 404  | 248  | 181  | 179  | 158  | 167  | 167  |
|               | 1717 | 1887 | 1936 | 1960 | 1986 | 2004 | 2009 | 2014 | 2019 | 2024 |